# Groot-Nederlandse Studentenvereniging
La Groot-Nederlandse Studentenvereniging (GNSV) est une organisation étudiante nationaliste fondée en septembre 2021 à Leyde, aux Pays-Bas, par des membres du Geuzenbond, un groupe identitaire d'extrême droite.
La GNSV possède des chapitres à Leyde et Nimègue. Elle entretient des relations avec la Nationalistische Studentenvereniging (NSV!), qui constitue son pendant flamand.

## Histoire et structure
La GNSV est fondé en septembre 2021 à Leyde. L'année suivante, son existence est annoncée dans De Stormlamp (La Lanterne-tempête), la publication du Geuzenbond. Plusieurs indices suggèrent que les deux organisations sont étroitement liées,. Le chercheur Willem Wagenaar de la Fondation Anne Frank conclut qu'il s'agit essentiellement de la même organisation. La GNSV le nie, affirmant qu'elle ne surveille pas si ses membres sont actifs dans d'autres organisations,.
Contrairement au Geuzenbond, les membres de la GNSV s'affichent de manière reconnaissable sur les réseaux sociaux. Néanmoins, le président Frank Dijk et les deux autres membres du présidium fondateur ont été identifié comme étant des membres du Geuzenbond qui ont défilé masqués lors d'une manifestation contre les mesures liées au Covid-19 à Rotterdam en janvier 2022. Daan Meershoek, le premier président du chapitre de Nimègue, apparaît aux côtés de Dijk et d'autres membres de la GNSV sur une photo du Geuzenbond prise lors d'une cérémonie de dépôt de fleurs à la statue de Guillaume le Taciturne à Delft. Grâce à des renseignements d'origine sources ouvertes, le collectif Capitol Terrorists Exposers a déterminé que de nombreux membres de la GNSV sont également actifs au sein du Geuzenbond. Meershoek nie que la majorité de ses membres soient impliqués dans les deux organisations.
Le chapitre de Nimègue est fondé en 2023. Cette année-là, Meershoek et plusieurs autres membres assistent à une conférence à la KU Leuven donnée par le militant d'extrême droite autrichien Martin Sellner, organisée par la Nationalistische Studentenvereniging flamande. Sellner, qui a des liens avec des cercles néonazis, a été lié aux attentats de Christchurch en 2019, car il avait reçu un soutien financier de la part de l'auteur de cette fusillade et avait publiquement exprimé sa sympathie à son égard,.
Avant même que la GNSV ne participe à sa première semaine d'intégration à l'université Radboud, des objections à sa présence sont exprimées sur les réseaux sociaux. Au cours de l'événement, des membres de la GNSV s'affrontent avec des antifascistes, ce qui conduit à l'arrestation de trois antifascistes. Ces violences sont condamnées par le maire Hubert Bruls (en). Cependant, le tribunal acquitte par la suite tous les accusés, invoquant des preuves insuffisantes pour déterminer leur responsabilité dans l'altercation. Par la suite, Tom Steenblok, président du Knokpartij au sein du conseil étudiant, exhorte l'université à exclure la GNSV, affirmant que leurs idées « contredisent les droits des femmes, des personnes de couleur et des personnes LGBT+ ». Le recteur Han van Krieken déclare que la GNSV a été averti qu'elle ne serait la bienvenue que si elle s'abstenait de tout racisme, de tout sexisme ou de tout comportement discriminatoire et que l'association a accepté ces conditions. À Leyde, la GNSV s'est vu refuser un stand aux journées d'accueil parce qu'elle n'avait pas déposé sa demande à temps.
En 2024, Meershoek rend visite à l'association étudiante d'extrême droite française Cocarde étudiante à Paris, connue pour ses liens avec des néonazis,. En août suivant, la GNSV est autorisé à recruter des membres lors de journées d'accueil à Nimègue et à Leyde,. L'organisation Leiden Tegen Fascisme (Leyde contre le fascisme) proteste contre la GNSV à Leyde. À Nimègue, des membres de l'Antifascistische Aktie (Action antifasciste) distribue des tracts à côté du stand de la GNSV pendant environ 30 minutes, en qualifiant l'association de néonazie, jusqu'à ce qu'ils soient invités à partir par la sécurité. Les deux universités défendent leur décision d'autoriser la participation de la GNSV, en invoquant le statut juridique de l'association. Selon la GNSV, l'association est passée en 2024 de quelques dizaines à une quarantaine de membres,.
En janvier 2025, la GNSV annonce son intention de créer un chapitre à Utrecht, dont le lancement est prévu pour l'année universitaire 2025-2026. Frank van Breukelen, président de la section d'Utrecht, déclare qu'il y a « un besoin de représentation des idées de droite » dans la ville. L'association a pour objectif d'offrir un espace aux étudiants engagés politiquement pour découvrir la vie étudiante,,. Van Breukelen est chef de groupe du Forum pour la démocratie au conseil provincial d'Utrecht. Au moment de cette annonce, Dijk et Meershoek sont respectivement présidents des sections de Leyde et de Nimègue depuis la fondation de l'association. Au conseil municipal, des partis tels que BIJ1, Gauche verte, le Parti travailliste, Denk et le Parti pour les animaux expriment des inquiétudes quant à l'arrivée de l'association. La directrice municipale Linda Voortman insiste sur le droit à la liberté d'association, mais déclare que de tels liens « sont en opposition directe avec les valeurs d'Utrecht en tant que ville des droits de l'homme ». L'université d'Utrecht et l'université des sciences appliquées d'Utrecht déclarent toutes deux n'avoir aucun contact avec l'association et que toute future demande de reconnaissance officielle serait évaluée selon les critères existants, notamment l'interdiction des intérêts politiques pour les associations étudiantes.
En mars 2025, des membres de la GNSV placent leurs propres codes QR sur des panneaux de signalisation municipaux pour le prince Bernhard à Utrecht. L'action est en protestation contre l'ajout d'informations sur le passé nazi du prince. Selon l'association, cet ajout constituerait une attaque contre la culture et l'histoire néerlandaises. Dans la déclaration vers laquelle leur code QR ramène, ils qualifient la politique de la municipalité d'« hypocrite », affirmant que les dictateurs communistes ne sont pas « contextualisés » de la même manière.

## Idéologie et mission
La GNSV se considère comme l'héritier d'une « tradition étudiante des Grands Pays-Bas » qui trouve ses origines dans le Dietsch Studentenverbond fondé dans les années 1920. Ils se présentent comme une association étudiante de droite conservatrice agissant dans les limites de l'État de droit. Le journaliste Haro Kraak soutient cependant dans le Volkskrant que l'organisation fonctionne comme un véhicule pour rendre l'idéologie d'extrême droite du Geuzenbond plus visible.
Ils entretiennent des liens étroits avec la NSV! flamande et disent soutenir largement leur idéologie,. Les deux organisations publient sur leurs sites web la même citation d'Ernest Van der Hallen, un leader de la jeunesse nationaliste flamande pendant l'entre-deux-guerres : « Soyez radical, ayez des principes ; soyez absolu ; soyez ce que les bourgeois appellent : un extrémiste ».
En 2023, la GNSV, le NSV ! et le Geuzenbond se réunissent lors du Congrès de la Jeunesse des Grands Pays-Bas. Le congrès a pour objectif idéologique de parvenir à l’unification ou de favoriser une collaboration plus étroite au sein des régions néerlandophones, tout en rejetant le mondialisme au profit du nationalisme.
Contrairement au Geuzenbond, la GNSV ne fait que rarement des déclarations radicales en public. Cependant, on retrouve dans leur contenu des symboles d'extrême droite, comme le symbole OK. Dijk déclare rejeter l'étiquette d'extrême droite, car elle implique l'utilisation de moyens antidémocratiques pour atteindre des objectifs politiques. Le chercheur Willem Wagenaar décrit leur idéologie comme une extension de celle du Geuzenbond, enracinée dans le solidarisme, qu'il caractérise comme une variante flamande du fascisme italien classique. La GNSV nie que leurs membres adhèrent à cette idéologie.

## Traditions et symbolisme
Les traditions et coutumes de la GNSV ressemblent fortement à celles de son homologue flamande, la NSV! Leur emblème est presque identique et ils portent également des casquettes en laine grise ornées des couleurs de l'association et des écharpes de couleurs assorties sur leur poitrine,,,. Cette pratique est courante parmi les associations étudiantes flamandes,. Le chapitre de Leyde utilise les couleurs rouge-blanc-vert, tandis que le chapitre de Nimègue utilise les couleurs noir-or-vert. Ces attributs estudiantins sont également comparés avec les Burschenschaften allemandes, des associations étudiantes principalement de droite que la GNSV cite comme source d'inspiration. Officiellement, la GNSV n'utilise pas le drapeau du Prince, bien qu'il apparaisse dans leurs publications sur les réseaux sociaux. Dijk déclare qu'il est important de réhabiliter ce drapeau, qui est souvent associé au Mouvement national-socialiste des années 1930, en le replaçant dans un contexte historique plus large concernant son origine pendant la révolte néerlandaise.
Le rite d'initiation comprend trois étapes : une « marche baptismale », suivie d'épreuves pendant la période de pointe, se terminant par un bizutage. L'association organise également des cantus et des soirées en boîte de nuit, ainsi que des conférences, des soirées de discussion et des causeries littéraires visant au développement idéologique. L'association mène des campagnes pour promouvoir son idéologie,.